# M-20 (танковий транспортер)
Танковий тягач M-20 виготовлявся американською компанією Diamond T з Чикаго в роки Другої світової війни і післявоєнний період. Моделі 980 і 981 відрізнялись відкритою і закритою кабінами. Використовувався разом з трейлером М9. За кваліфікацією армії США носив позначення G159.

## Історія

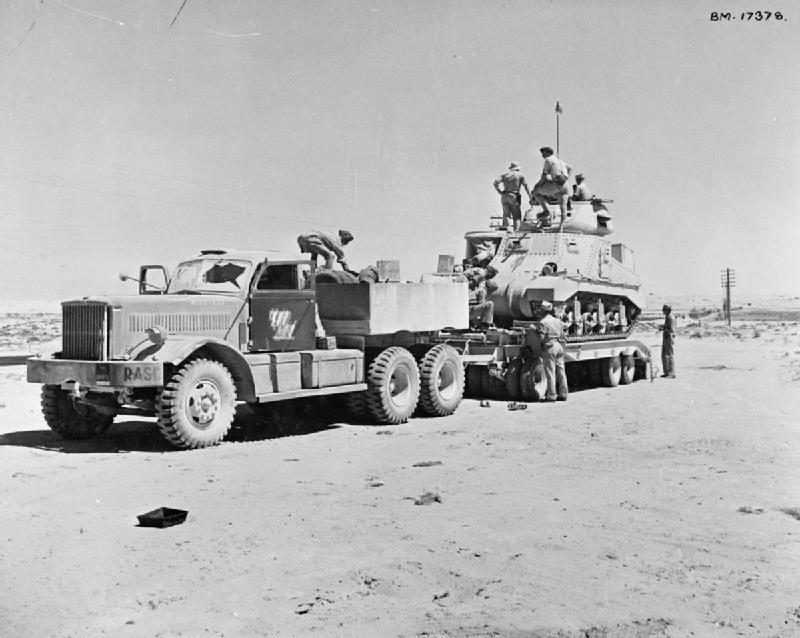
М-20 у Північній Африці. 1942

Для потреб британської армії 1940 закупівельна комісія замовила 200 тягачів Т 980 для транспортування танків компанії Diamond T. На них стояв 6-циліндровий рядний дизель Hercules DXFE об'ємом 14,7 л і потужністю 185 к.с.. Але він виявився 1942 нездатним використовуватись з 40-т трейлером М15 і на нього встановили мотор Hall-Scott 440 з танкового тягача М25 потужністю 240 к.с., що дозволило буксирувати вантажі до 54.000 кг. Мотор доповнювала 4-ступінчаста коробка передач і 3-ступінчаста допоміжна коробка передач. За кабіною встановлювали 18.000 кг лебідку.
Першу партію М-20 отримали 1942 в Англії, використовуючи в боях у Північній Африці. Там М-20 добре себе зарекомендував при евакуації підбитих танків. До 1945 було виготовлено 5871 М-20 (для Англії 1000), що використовувались в усіх арміях союзників на усіх фронтах війни. У британській армії М-20 використовувались до початку 1950-х років, хоча декілька машин використовували до 1971. Надалі продані тягачі широко застосовувались у вигляді евакуаторів, тягачів нестандартних вантажів і перебувають донині у приватних власників.